# Cyathura truncata
Cyathura truncata là một loài chân đều trong họ Anthuridae. Loài này được Dang miêu tả khoa học năm 1965.